# Takayuki Mae
Takayuki Mae (jap. 前 貴之 Mae Takayuki; ur. 16 września 1993) – japoński piłkarz występujący na pozycji obrońcy. Obecnie występuje w Renofa Yamaguchi FC.

## Kariera klubowa
Od 2011 roku występował w klubach Consadole Sapporo, Kataller Toyama i Renofa Yamaguchi FC.